# Croton tremulifolius
Espèce
Croton tremulifolius est une espèce de plantes à fleurs du genre Croton et de la famille des Euphorbiaceae, présente au Mexique (sud du Jalisco, Colima).